# Глаубер (лунный кратер)
Кратер Глаубер (лат. Harden) — маленький ударный кратер примыкающий к северной части вала огромного кратера Менделеев на обратной стороне Луны. Название присвоено в честь немецкого алхимика, химика, аптекаря и врача Иоганна Рудольфа Глаубера (1604—1670); утверждено Международным астрономическим союзом в 1976 г. 

## Описание кратера

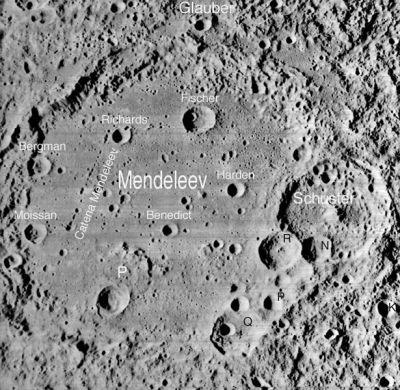
Окрестности кратера Глаубер. Снимок Lunar Orbiter-I.

Ближайшими соседями кратера являются кратер Резерфорд на западе, кратер Хофмейстер на северо-западе, кратер Сент Джон на востоке, кратер Фишер на юге, а также кратер Ричардс на юго-западе. На юго-западе от кратера находится цепочка кратеров Менделеева. Селенографические координаты центра кратера 11°19′ с. ш. 142°40′ в. д. / 11,32° с. ш. 142,67° в. д., диаметр 15,2 км, глубина 2,4 км.
Кратер имеет циркулярную чашеобразную форму с небольшим участком плоского дна диаметром в треть диаметра кратера, практически не подвергся разрушению. Средняя высота вала кратера над окружающей местностью 560 м. В чаше кратера находится небольшой центральный пик.

## Сателлитные кратеры
Отсутствуют.